# Dallas Cowboys 1968
La stagione 1968 dei Dallas Cowboys è stata la 9ª della franchigia nella National Football League. Per la terza stagione consecutiva la squadra vinse la propria division, venendo sconfitta in finale di conference dai Cleveland Browns.

## Calendario

### Stagione regolare
| Turno | Data         | Avversario             | Risultato | Pubblico |
| ----- | ------------ | ---------------------- | --------- | -------- |
| 1     | 15/9/1968    | Detroit Lions          | V 59–13   | 61,382   |
| 2     | 22/9/1968    | Cleveland Browns       | V 28–7    | 68,733   |
| 3     | 29/9/1968    | at Philadelphia Eagles | V 45–13   | 60,858   |
| 4     | 6/10/1968    | at St. Louis Cardinals | V 27–10   | 48,296   |
| 5     | 13/10/1968   | Philadelphia Eagles    | V 34–14   | 72,083   |
| 6     | 20/10/1968   | at Minnesota Vikings   | V 20–7    | 47,644   |
| 7     | 28/10/1968   | Green Bay Packers      | S 28–17   | 74,604   |
| 8     | 3/11/1968    | at New Orleans Saints  | V 17–3    | 84,728   |
| 9     | 10/11/1968   | New York Giants        | S 27–21   | 72,163   |
| 10    | 17/11/1968   | at Washington Redskins | V 44–24   | 50,816   |
| 11    | 24/11/1968   | at Chicago Bears       | V 34–3    | 46,667   |
| 12    | 28/11/1968   | Washington Redskins    | V 29–20   | 66,076   |
| 13    | 8//1968      | Pittsburgh Steelers    | V 28–7    | 55,069   |
| 14    | 15/1212/1968 | at New York Giants     | V 28–10   | 62,617   |

### Playoff
| Turno              | Data       | Avversario       | Risultato | Pubblico |
| ------------------ | ---------- | ---------------- | --------- | -------- |
| Eastern Conference | 21/12/1968 | Cleveland Browns | S 31-20   | 69,321   |